# Chiesa di San Michele (Fabbriche di Vallico)
La chiesa di San Michele è un edificio sacro che si trova in località Vallico di Sopra a Fabbriche di Vergemoli.

## Storia e descrizione
Immersa in un bosco di castagni, la chiesa, di datazione imprecisata, ha un impianto romanico. Nell'edificio sono da notare la facciata mossa da arcate cieche e l'abside decorata da archetti pensili.
Vi trovano opere a scagliola di Carlo Gibertoni.